# Haploeax latefasciata
Haploeax latefasciata là một loài bọ cánh cứng trong họ Cerambycidae.